# Лопес-Рей, Хосе
Хосе Лопес-Рей (исп. José López-Rey; 1905[…], Мадрид — 19 июля 1991 — испанский искусствовед, ведущий специалист по творчеству Гойи и Веласкеса.
Родился в Мадриде, учился во Флоренции. В годы Второй республики работал в Министерстве культуры. После поражения республиканцев в гражданской войне и установления режима Франко эмигрировал из Испании в США.